# Классические методы исследования памяти Эббингауза
Классические методы исследования памяти — четыре метода изучения работы памяти человека, предложенные Г. Эббингаузом.
Благодаря опытам Эббингауза по изучению памяти был расширен предмет изучения психологии. Раньше считали память настолько сложной функцией, что изучать её экспериментально было невозможно. Исследования памяти проводились Эббингаузом с 1879 по 1880 и с 1883 по 1884 гг., и в 1885 году опубликовал свои исследования в монографии «О памяти». Он разработал методы исследования памяти процессов заучивания и сохранения, которые позже назвали классическими. Представленные ниже методы и их модификации используются и в настоящее время наряду с новыми методиками. Законы, которые сформулировал Эббингауз на основе своих экспериментов, имели огромное значение для развития многих прикладных областей психологии, например: педагогической психологии. В ней были созданы тесты умственного развития по принципу незаконченных предложений, а также результативные методики обучения.

## Описание методов

### Метод заучивания
Такой метод часто применяется в школе: «Или же заставляют заучивать путем частого повторения более богатый по объему материал до полного его усвоения, как это делается в школе (метод заучивания)». Испытуемому предлагается заучить один ряд элементов (фигуры, буквы, слова и т.д). Затем предлагается воспроизвести материал. Если есть ошибки, то экспериментатор еще раз проговаривает ряд, и так, пока испытуемый не воспроизведет ряд безошибочно. Количество повторений, которое требуется испытуемому для первого безошибочного воспроизведения всех элементов ряда в любом порядке, служит показателем запоминания. При этом становится возможным построить кривую забывания: на абсциссе откладывают число проб, а на ординате — число элементов, правильно воспроизведенных при каждой пробе.. Благодаря этому методу возможно проследить динамику процессов запоминания, а также процесс забывания различного материала.

### Метод узнавания
Данный метод является разновидностью метода заучивания. Испытуемому предлагается материал некоторое количество раз. Через некоторое время экспериментатор просит воспроизвести заученный материал с помощью воспроизведения или узнавания. Число правильно воспроизведенных каждым испытуемым элементов составляет показатель его запоминания; число правильно идентифицированных элементов — показатель его узнавания.

### Метод предвосхищения (антиципации)
Испытуемому зачитывается один или несколько раз предлагаемый материал (бессмысленный ряд слогов, слов, фигур и т. д.) После этого испытуемому нужно произнести материал в том порядке, в котором ему его представляли. После только воспроизведение материала испытуемым, который должен соблюдать порядок воспроизведения. Если какой-то элемент (например, слог) забывается, то экспериментатор его подсказывает. Процедура проводится до тех пор, пока испытуемый безошибочно произнесет материал. Какая бы разновидность этой методики ни применялась, получают 4 следующих показателя: 1) общее время заучивания; 2) количество повторений, необходимых для достижения критерия усвоения (n); 3) число ответов, правильно антиципированных в каждой пробе (m); 4) число ошибок в каждой пробе (p). Количественным критерием эффективности является так называемый коэффициент воспроизведения (Кв). Кв {\displaystyle =m\div (N\times 100)}, где N — общее количество стимулов. Поскольку испытуемый называет вслух каждый элемент, экспериментатор может зарегистрировать ответные реакции и получить данные не только о ходе запоминания, но и о характере допущенных ошибок. Для определения качества запоминания вычисляют среднюю частоту воспроизведения (f) каждого стимула:
{\displaystyle f=(\sum fm)\div n} , где fm — частота воспроизведения каждого из предъявленных стимулов.

### Метод сбережения
Чтобы запечатлеть и надолго удержать в памяти какой-нибудь учебный материал, не следует добиваться этого путем множества повторений, сделанных за один раз, скорее надо распределить повторения на более долгое время (на много раз) с меньшим количеством повторений за раз, то есть вновь и вновь возвращаться к предмету и хотя бы несколькими повторениями снова вызывать его в душе. Этот метод разработан, чтобы изучить динамику изменения памяти, в особенности, забывания во времени. Процедура проводится в 2 этапа:
1. Первоначальное заучивание материала до безошибочного воспроизведения;
2. Повторное заучивание; ряд, который предлагался ранее должен заучиваться тем же методом, что и на первом этапе и испытуемый должен достичь того же критерия усвоения, который был на первом этапе. Для оценки эффективности сбережения Т. П. Зинченко предложила две формулы вычисления коэффициента сбережения, а именно: Ксб {\displaystyle =(\sum n_{1}-n_{2})\div (\sum n_{1}\times 100)}, где Σn1 и Σn2 — число повторений при первом и последующем заучивании; Ксб {\displaystyle =(\sum p_{1}-\sum p_{2})\div (\sum p_{1}\times 100)}, где Σp1 и Σp2 — число допущенных ошибок при первом и последующем заучивании.[3]

Таким образом, Эббингаузом было сформулировано три вывода, касающихся работы механической памяти:
1. Объем непосредственной памяти (количество элементов, которые человек может запомнить «сходу»): 6-7 слогов, 8-10 односложных слов. Если количество элементов превышает объём памяти, то её продуктивность падает.
2. Эффект края: хуже всего запоминается те элементы, находящиеся в середине, а лучше всего те, которые находятся по краям. Также стоит сказать о том, что числа запоминаются лучше.
3. Влияние осмысленности на запоминание материала. Это можно подтвердить фактом, что при предоставлении Эббингаузом 36 бессмысленных слогов в среднем было 55 повторений, а при запоминании стихотворения было всего 6-7 повторений.

Позднее были разработаны и другие методы исследования памяти, такие как метод парных ассоциаций (Калкинс), метод уравнивания в заучивании (Вудвортс) и другие.

## Критика
Другие исследователи получили результаты такие, что если изменяется характер экспериментальных процедур и решаемые мнемонические задачи, то кривая сохранения имеет другой вид, особенно в отношении времени его начала (Пьерон (говорил о том, что в своих исследования памяти Эббингауз не учел такие процессы как интерференция и ретроактивная интерференция.), Петерсон и др) и скорости, величины первоначального спада кривой (Дж. Лу, Т. Бореас).
Вильгельм Дильтей критиковал методы Эббингауза, как и экспериментальную психологию в целом. Он был сторонником описательной психологии и считал память достаточно сложным феноменом, поэтому и единственным правильным методом её изучения — интроспекцию.